# Joachim Jerichow
Johan Joachim Jerichow (Hillerød, 18 luglio 1969) è un ex cestista danese.

## Carriera
Durante i primi anni di carriera alternò alcune annate trascorse nel campionato danese (con la canotta del Værløse) ad altre trascorse fra college e università americane.
Nel 1996 approda in Italia con l'ingaggio della Scaligera Verona, squadra che durante la sua permanenza vinse la Coppa Korać. Con i gialloblu veneti rimase tre anni, partendo dalla panchina nella maggior parte degli incontri disputati.
Jerichow si trasferì all'Andrea Costa Imola per il campionato 1999-2000, disputato sempre in serie A1, poi nella seconda parte della stagione successiva fu chiamato da Napoli in A2.

## Palmarès

### Club
- Coppa di Danimarca: 1

BF Copenaghen: 2002
- Supercoppa italiana: 1

Scaligera Verona: 1996
- Coppa Korać: 1

Scaligera Verona: 1997-1998

### Individuale
- Basketligaen MVP: 2

1992, 1996